# Ivan Chehlati
Ivan Chehlati es un deportista ucraniano que compitió en vela en la clase Soling. Ganó una medalla de oro en el Campeonato Europeo de Soling de 2006.

## Palmarés internacional
| Campeonato Europeo | Campeonato Europeo | Campeonato Europeo | Campeonato Europeo |
| Año                | Lugar              | Medalla            | Clase              |
| ------------------ | ------------------ | ------------------ | ------------------ |
| 2006               | Balatón (Hungría)  | Medalla de oro     | Soling             |